# Single numer jeden w roku 2019 (Polska)
Notowania AirPlay – Top, AirPlay – Nowości i AirPlay – TV, publikowane przez Związek Producentów Audio-Video, kompletowane są przez BMAT w oparciu o cotygodniową liczbę odegrań w radio oraz wyświetleń w telewizji. Poniżej znajdują się tabele prezentujące najpopularniejsze single, najwyżej debiutujące nowości oraz najczęściej emitowane teledyski w muzycznych stacjach telewizyjnych w danych tygodniach w roku 2019.

## AirPlay – Top i AirPlay – Nowości
| Data            | AirPlay – Top                             | AirPlay – Top       | AirPlay – Top | AirPlay – Nowości                             | AirPlay – Nowości        | AirPlay – Nowości |
| Data            | Wykonawca                                 | Utwór               | Źródło        | Wykonawca                                     | Utwór                    | Źródło            |
| --------------- | ----------------------------------------- | ------------------- | ------------- | --------------------------------------------- | ------------------------ | ----------------- |
| 5 stycznia      | Panic! at the Disco                       | „High Hopes”        | [ 1 ]         | Smith & Thell feat. Swedish Jam Factory       | „Forgive Me Friend”      | [ 2 ]             |
| 12 stycznia     | Panic! at the Disco                       | „High Hopes”        | [ 3 ]         | Calvin Harris i Rag’n’Bone Man                | „Giant”                  | [ 4 ]             |
| 19 stycznia     | Ava Max                                   | „Sweet but Psycho”  | [ 5 ]         | Enej                                          | „Idealny sen”            | [ 6 ]             |
| 26 stycznia     | Don Diablo feat. Emeli Sandé i Gucci Mane | „Survive”           | [ 7 ]         | Álvaro Soler                                  | „Loca”                   | [ 8 ]             |
| 2 lutego        | Don Diablo feat. Emeli Sandé i Gucci Mane | „Survive”           | [ 9 ]         | Galantis feat. OneRepublic                    | „Bones”                  | [ 10 ]            |
| 9 lutego        | Marcin Sójka                              | „Zaskakuj mnie”     | [ 11 ]        | Sarsa                                         | „Carmen”                 | [ 12 ]            |
| 16 lutego       | Drenchill feat. Indiiana                  | „Freed from Desire” | [ 13 ]        | Zedd i Katy Perry                             | „365”                    | [ 14 ]            |
| 23 lutego       | Drenchill feat. Indiiana                  | „Freed from Desire” | [ 15 ]        | Natalia Szroeder                              | „Nie oglądam się”        | [ 16 ]            |
| 2 marca         | Drenchill feat. Indiiana                  | „Freed from Desire” | [ 17 ]        | Mrozu                                         | „Napad”                  | [ 18 ]            |
| 9 marca         | Drenchill feat. Indiiana                  | „Freed from Desire” | [ 19 ]        | CNCO                                          | „Pretend”                | [ 20 ]            |
| 16 marca        | Drenchill feat. Indiiana                  | „Freed from Desire” | [ 21 ]        | Patrycja Markowska i Grzegorz Markowski       | „Lustro”                 | [ 22 ]            |
| 23 marca        | Drenchill feat. Indiiana                  | „Freed from Desire” | [ 23 ]        | Ava Max                                       | „So Am I”                | [ 24 ]            |
| 30 marca        | Smith & Thell feat. Swedish Jam Factory   | „Forgive Me Friend” | [ 25 ]        | Pedro Capó i Farruko                          | „Calma” (Remix)          | [ 26 ]            |
| 6 kwietnia      | Drenchill feat. Indiiana                  | „Freed from Desire” | [ 27 ]        | Komodo feat. Michael Shynes                   | „Is This Love”           | [ 28 ]            |
| 13 kwietnia     | Filatov & Karas                           | „Au Au”             | [ 29 ]        | Jonas Brothers                                | „Sucker”                 | [ 30 ]            |
| 20 kwietnia     | Filatov & Karas                           | „Au Au”             | [ 31 ]        | Billie Eilish                                 | „Bad Guy”                | [ 32 ]            |
| 27 kwietnia     | Ava Max                                   | „So Am I”           | [ 33 ]        | Diana Ciecierska                              | „Żyj z tym sam”          | [ 34 ]            |
| 4 maja          | Ava Max                                   | „So Am I”           | [ 35 ]        | Shawn Mendes                                  | „If I Can’t Have You”    | [ 36 ]            |
| 11 maja         | Ava Max                                   | „So Am I”           | [ 37 ]        | Ed Sheeran i Justin Bieber                    | „I Don’t Care”           | [ 38 ]            |
| 18 maja         | Ava Max                                   | „So Am I”           | [ 39 ]        | Paweł Domagała                                | „Czasami”                | [ 40 ]            |
| 25 maja         | Ava Max                                   | „So Am I”           | [ 41 ]        | Lanberry                                      | „Mówiłeś”                | [ 42 ]            |
| 1 czerwca       | Dynoro i Ina Wroldsen                     | „Obsessed”          | [ 43 ]        | Cleo                                          | „Za krokiem krok”        | [ 44 ]            |
| 8 czerwca       | Dynoro i Ina Wroldsen                     | „Obsessed”          | [ 45 ]        | Tiësto, Jonas Blue i Rita Ora                 | „Ritual”                 | [ 46 ]            |
| 15 czerwca      | Dawid Podsiadło                           | „Trofea”            | [ 47 ]        | Don, RL9 i Enej                               | „Wolę Ciebie wolność”    | [ 48 ]            |
| 22 czerwca      | Dawid Podsiadło                           | „Trofea”            | [ 49 ]        | Ed Sheeran feat. Chance the Rapper i PnB Rock | „Cross Me”               | [ 50 ]            |
| 29 czerwca      | Dawid Podsiadło                           | „Trofea”            | [ 51 ]        | Havana feat. Yaar                             | „I Lost You”             | [ 52 ]            |
| 6 lipca         | Cleo                                      | „Za krokiem krok”   | [ 53 ]        | Jubël                                         | „On the Beach”           | [ 54 ]            |
| 13 lipca        | Dawid Podsiadło                           | „Trofea”            | [ 55 ]        | Natalia Zastępa                               | „Nie żałuję”             | [ 56 ]            |
| 20 lipca        | Dawid Podsiadło                           | „Trofea”            | [ 57 ]        | Daria Zawiałow                                | „Hej Hej!”               | [ 58 ]            |
| 27 lipca        | Dawid Podsiadło                           | „Trofea”            | [ 59 ]        | Mikolas Josef feat. Fito Blanko i Frankie J   | „Acapella”               | [ 60 ]            |
| 3 sierpnia      | Dawid Podsiadło                           | „Trofea”            | [ 61 ]        | Smith & Thell                                 | „Hotel Walls”            | [ 62 ]            |
| 10 sierpnia     | Shawn Mendes i Camila Cabello             | „Señorita”          | [ 63 ]        | French Montana feat. City Girls               | „Wiggle It”              | [ 64 ]            |
| 17 sierpnia     | Shawn Mendes i Camila Cabello             | „Señorita”          | [ 65 ]        | Sylwia Grzeszczak                             | „Rakiety”                | [ 66 ]            |
| 24 sierpnia     | Shawn Mendes i Camila Cabello             | „Señorita”          | [ 67 ]        | Blanco Brown                                  | „The Git Up”             | [ 68 ]            |
| 31 sierpnia     | Shawn Mendes i Camila Cabello             | „Señorita”          | [ 69 ]        | Dawid Podsiadło                               | „Najnowszy klip”         | [ 70 ]            |
| 7 września      | Shawn Mendes i Camila Cabello             | „Señorita”          | [ 71 ]        | Ava Max                                       | „Torn”                   | [ 72 ]            |
| 14 września     | Jubël                                     | „On the Beach”      | [ 73 ]        | Baranovski                                    | „Czułe miejsce”          | [ 74 ]            |
| 21 września     | Daria Zawiałow                            | „Hej Hej!”          | [ 75 ]        | DJ Ross feat. Kumi                            | „La vie”                 | [ 76 ]            |
| 28 września     | Daria Zawiałow                            | „Hej Hej!”          | [ 77 ]        | Piotr Cugowski                                | „Daj mi żyć”             | [ 78 ]            |
| 5 października  | Daria Zawiałow                            | „Hej Hej!”          | [ 79 ]        | Camila Cabello                                | „Liar”                   | [ 80 ]            |
| 12 października | Daria Zawiałow                            | „Hej Hej!”          | [ 81 ]        | Paweł Domagała                                | „Żmijowisko”             | [ 82 ]            |
| 19 października | Dawid Podsiadło                           | „Najnowszy klip”    | [ 83 ]        | Filv & Edmofo feat. Emma Peters               | „Clandestina”            | [ 84 ]            |
| 26 października | Dawid Podsiadło                           | „Najnowszy klip”    | [ 85 ]        | Mrozu                                         | „Aura”                   | [ 86 ]            |
| 2 listopada     | Tones and I                               | „Dance Monkey”      | [ 87 ]        | Maroon 5                                      | „Memories”               | [ 88 ]            |
| 9 listopada     | Baranovski                                | „Czułe miejsce”     | [ 89 ]        | Cleo                                          | „Dom”                    | [ 90 ]            |
| 16 listopada    | Dawid Podsiadło                           | „Najnowszy klip”    | [ 91 ]        | Daria Zawiałow                                | „Punk Fu!”               | [ 92 ]            |
| 23 listopada    | Nea                                       | „Some Say”          | [ 93 ]        | Harry Styles                                  | „Lights Up”              | [ 94 ]            |
| 30 listopada    | Nea                                       | „Some Say”          | [ 95 ]        | Mikolas Josef                                 | „Colorado”               | [ 96 ]            |
| 7 grudnia       | Nea                                       | „Some Say”          | [ 97 ]        | Lucas & Steve                                 | „Perfect”                | [ 98 ]            |
| 14 grudnia      | Viki Gabor                                | „Superhero”         | [ 99 ]        | Shanguy                                       | „Désolée (Paris/Paname)” | [ 100 ]           |
| 21 grudnia      | Camilla Cabello                           | „Liar”              | [ 101 ]       | Ed Sheeran feat. Camilla Cabello i Cardi B    | „South of the Border”    | [ 102 ]           |
| 28 grudnia      | Camilla Cabello                           | „Liar”              | [ 103 ]       | Don Diablo feat. Brando                       | „Congratulations”        | [ 104 ]           |

## AirPlay – TV
| Data            | Wykonawca                     | Teledysk                        | Źródło  |
| --------------- | ----------------------------- | ------------------------------- | ------- |
| 5 stycznia      | Panic! at the Disco           | „High Hopes”                    | [ 105 ] |
| 12 stycznia     | Ava Max                       | „Sweet but Psycho”              | [ 106 ] |
| 19 stycznia     | Bayera                        | „Obrączki szczerozłote”         | [ 107 ] |
| 26 stycznia     | Łobuzy                        | „Zbuntowany anioł”              | [ 108 ] |
| 2 lutego        | Łobuzy                        | „Zbuntowany anioł”              | [ 109 ] |
| 9 lutego        | Łobuzy                        | „Zbuntowany anioł”              | [ 110 ] |
| 16 lutego       | Łobuzy                        | „Zbuntowany anioł”              | [ 111 ] |
| 23 lutego       | Bayera                        | „Obrączki szczerozłote”         | [ 112 ] |
| 2 marca         | Bayera                        | „Obrączki szczerozłote”         | [ 113 ] |
| 9 marca         | Łobuzy                        | „Zbuntowany anioł”              | [ 114 ] |
| 16 marca        | Łobuzy                        | „Zbuntowany anioł”              | [ 115 ] |
| 23 marca        | Łobuzy                        | „Zbuntowany anioł”              | [ 116 ] |
| 30 marca        | Miły Pan                      | „Małolatki”                     | [ 117 ] |
| 6 kwietnia      | Miły Pan                      | „Małolatki”                     | [ 118 ] |
| 13 kwietnia     | Power Play                    | „Ja na Ciebie lecę”             | [ 119 ] |
| 20 kwietnia     | Miły Pan                      | „Małolatki”                     | [ 120 ] |
| 27 kwietnia     | Miły Pan                      | „Małolatki”                     | [ 121 ] |
| 4 maja          | Miły Pan                      | „Małolatki”                     | [ 122 ] |
| 11 maja         | Power Play                    | „Ja na Ciebie lecę”             | [ 123 ] |
| 18 maja         | Power Play                    | „Ja na Ciebie lecę”             | [ 124 ] |
| 25 maja         | Power Play                    | „Ja na Ciebie lecę”             | [ 125 ] |
| 1 czerwca       | Jagoda & Brylant              | „Co jest grane”                 | [ 126 ] |
| 8 czerwca       | Power Play                    | „Ja na Ciebie lecę”             | [ 127 ] |
| 15 czerwca      | Maciej Smoliński              | „Ile bym dał”                   | [ 128 ] |
| 22 czerwca      | Joker i Sequence              | „Pierwszy taniec”               | [ 129 ] |
| 29 czerwca      | Power Play                    | „Ja na Ciebie lecę”             | [ 130 ] |
| 6 lipca         | Maciej Smoliński              | „Ile bym dał”                   | [ 131 ] |
| 13 lipca        | Maciej Smoliński              | „Ile bym dał”                   | [ 132 ] |
| 20 lipca        | Maciej Smoliński              | „Ile bym dał”                   | [ 133 ] |
| 27 lipca        | Maciej Smoliński              | „Ile bym dał”                   | [ 134 ] |
| 3 sierpnia      | Maciej Smoliński              | „Ile bym dał”                   | [ 135 ] |
| 10 sierpnia     | Maciej Smoliński              | „Ile bym dał”                   | [ 136 ] |
| 17 sierpnia     | Shawn Mendes i Camila Cabello | „Señorita”                      | [ 137 ] |
| 24 sierpnia     | Czadoman                      | „Lato”                          | [ 138 ] |
| 31 sierpnia     | Shawn Mendes i Camila Cabello | „Señorita”                      | [ 139 ] |
| 7 września      | Loverboy                      | „Chcę buziaka” (Radio Mix)      | [ 140 ] |
| 14 września     | Loverboy                      | „Chcę buziaka” (Radio Mix)      | [ 141 ] |
| 21 września     | Loverboy                      | „Chcę buziaka” (Radio Mix)      | [ 142 ] |
| 28 września     | Loverboy                      | „Chcę buziaka” (Radio Mix)      | [ 143 ] |
| 5 października  | Loverboy                      | „Chcę buziaka” (Radio Mix)      | [ 144 ] |
| 12 października | Boys                          | „Choćbyś tęsknił”               | [ 145 ] |
| 19 października | Classic                       | „Daj mi znak”                   | [ 146 ] |
| 26 października | Extazy                        | „Zabujany”                      | [ 147 ] |
| 2 listopada     | Extazy                        | „Zabujany”                      | [ 148 ] |
| 9 listopada     | B-QLL                         | „Zabawa (Everybody pomarańcze)” | [ 149 ] |
| 16 listopada    | B-QLL                         | „Zabawa (Everybody pomarańcze)” | [ 150 ] |
| 23 listopada    | B-QLL                         | „Zabawa (Everybody pomarańcze)” | [ 151 ] |
| 30 listopada    | Bayer Full i Boys             | „Szalona blondyneczka”          | [ 152 ] |
| 7 grudnia       | DJ Regard                     | „Ride It”                       | [ 153 ] |
| 14 grudnia      | DJ Regard                     | „Ride It”                       | [ 154 ] |
| 21 grudnia      | Viki Gabor                    | „Superhero”                     | [ 155 ] |
| 28 grudnia      | Viki Gabor                    | „Superhero”                     | [ 156 ] |